# Dragon Li
Dragon Li, (狸花猫 en xinès), és un gat considerat com una raça domèstica de la subespècie del gat xinès, Felis silvestris catus. Es reconegué per primera vegada com una raça a final de 2003. Encara que aquesta teoria encara roman controvertida, tampoc no va ser refutada científicament, i és àmpliament acceptada com l'origen d'aquesta raça de gat xinès.

## Altres noms
Li Hua Mao és el nom més freqüent de la raça a la Xina, el nom xinès Dragon Li serveix internacionalment per reflectir el caràcter simbòlic a la Xina corresponent al mític drac xinès.

## Descripció
Aquest gat posseeix cos fort, poderós i gruixut, amb cames musculoses. Les potes són rodones, i la cua és de longitud mitjana. La capa de pel del Dragon Li és d'un únic color marró daurat a la panxa, i atigrat amb ratlles a l'esquena. Té un cap rodó i ulls grans, lluminosos amb forma d'ametlla. Els ulls són de color verd o groc. Les orelles són de grandària mitjana i arrodonides en les puntes, amb el distintiu d'inflexió.

## Característiques
El Dragon Li és molt intel·ligent i un bon company. Aquests gats són molt actius i els agrada jugar. Són animals fidels, però no gaire afectuosos. No obstant això, no són exigents. Són independents i es porten bé amb altres animals domèstics. Són tolerants amb els nens.

## Hàbitat
Els gats de la raça Dragon Li s'adapten millor a les llars amb molt espai perquè puguin ser actius. Encara que poden tolerar els nens, no són mascotes ideals per a les llars amb nens petits. Si els nens tenen menys de deu anys o així, el Drac Li probablement no sigui el gat ideal.